# Béldi-kódex
Az 1423-ban íródott Béldi-kódex egy papiroskézirat az egri érseki könyvtár birtokában, az úgynevezett 14. századi krónikakompozíció egyik fennmaradt darabja. Az őskrónikának nevezett Gesta Ungarorumot 1080-1090 körül írták. Ennek tovább folytatott változatai az 1358-ban készült Képes krónika, a Kaprinai-, a Béldi-, a Csepreghy-, a Pozsonyi-, a Rimes-, a Müncheni- és a Mügeln Krónika. A további krónikák ezen őskrónikából vették a magyarok származását, a honfoglalás idejét, lezajlását. A magyar krónikákban a magyarokat a hunoktól származtatják. A 14. századi krónikák alapszövegei 1332-1333-ban (Budai krónika családja), illetve 1358-ban (Képes krónika családja) készültek. A Budai krónikát Budán, Hess András nyomdájában 1473-ban nyomtatták. A Budai Krónika családhoz tartozik a 14. századi Acephalus-kódex, a 15. századi Sambucus-kódex és az 1479-ben készült Dubnici krónika.
A Béldi-kódexet, ami elnevezését Béldi Istvánról kapta, Bartakovics Béla érsek (1791–1873) vásárolta meg Toldy Ferenctől, a magyar irodalomtörténet írás atyjától. A többszörösen csonka kézirat, magában foglalja a bécsi Képes krónika egy részének másolatát, Hunyadi Jánost és Mátyás királyt dicsőítő éneket, egy kalendáriumot az 1458–96. évekre, de találhatóak benne receptek és meteorológiai feljegyzések is.